# بول نيلسون
بول نيلسون (بالإنجليزية:Paul Nelson) (مواليد 1958) هو فيلسوف علوم أمريكي، ومن مناصري خلقية الأرض الفتية والتصميم الذكي. في عام 1998، حصل على درجة الدكتوراه في فلسفة علم الأحياء ونظرية النشوء والارتقاء من جامعة شيكاغو. نيلسون هو زميل المركز للعلم والثقافة التابع لمعهد ديسكفري وهو زكيل أيضا في الجمعية الدولية للتعقيد والمعلومات والتصميم. وفي مقابلة له مع مجلة أمريكية قال نيلسون إن التحدي الرئيسي الذي يواجه مجتمع التصميم الذكي هو «وضع نظرية كاملة لالتصميم البيولوجي»، وأن عدم وجود مثل هذه النظرية هو«مشكلة حقيقية».